# Fritton and St. Olaves
Fritton and St. Olaves es una parroquia civil del municipio de Great Yarmouth, situado en Norfolk (Inglaterra). Según el censo de 2021, tiene una población de 520 habitantes.
Abarca las localidades de Fritton y St Olaves.